# Как общаться с девушками на вечеринках
«Как общаться с девушками на вечеринках» (англ. How to Talk to Girls at Parties) — рассказ Нила Геймана, написанный в 2006 году. В нем рассказывается о двух друзьях, Энне и Вике, которые попадают на необычную вечеринку.
Этот рассказ был номинирован на премию «Хьюго» и выиграл премию «Локус» за лучший рассказ в 2006 году.

## Сюжет
Главный герои — застенчивый юноша по имени Энн и его сумасбродный друг Вик. Взрослый Энн рассказывает о событиях своей молодости.
Энн и Вик идут на вечеринку, где их встречает девушка по имени Стелла. Вик сразу же начинает с ней флиртовать. Он уговаривает Энна поговорить с любой девушкой на вечеринке. Первая девушка, которая называет себя Вэйновой Вэйн, говорит, что она вторичная из-за небольшой деформации мизинца. Она выглядит незаинтересованной из-за того, что ей «не позволено» и рассказывает необычную историю о карнавале в Рио. Энн уходит, чтобы принести ей стакан воды, но когда возвращается, ее уже нет.
Он знакомится со второй девушкой с короткими черными волосами и щербинкой между передними зубами. Она говорит, что она «турист» и подробно рассказывает о своих путешествиях, наиболее примечательное — к солнцу. Энн пытается сблизиться с ней, но его прерывает Вик, который вламывается и говорит, что они попали не на ту вечеринку. Тем не менее, он идет со Стеллой наверх. Энн идет на кухню, где встречает третью девушку по имени Триолет. Она говорит, что ее имя — стихотворение и целует Энна. Она шепчет стихотворение на неизвестном ему языке, и Энн впадает в транс.
Внезапно злой и взбудораженный Виктор выдергивает Энна из транса. Когда они уходят, Энн замечает на балконе Стеллу, которая смотрит на Вика «как разгневанная вселенная». Неизвестно, что пережил Вик, но его выворачивает, и он плачет. В конце рассказа Энн признается, что до сих пор помнит стихотворение Триолет, но не может его рассказать.

## Создание
В предисловии к сборнику «Хрупкие вещи» Нил Гейман пишет:

Написание рассказа меня завораживает не меньше, чем результат. Например, эта история началась с двух разных (и неудачных) попыток написать краткий отчет о туристической поездке на Землю для антологии «Звездный разлом», составленной австралийским редактором и критиком Джонатаном Стрэхеном. (Рассказ не вошел в его сборник. Сейчас публикуется впервые. Надеюсь, я напишу для Джонатана что-нибудь другое.) Первый замысел не удался: у меня была пара фрагментов, и они никак не складывались. Я был обречен и уже принялся слать Джонатану электронные письма: мол, рассказа не будет — во всяком случае, от меня. Он ответил, что как раз получил замечательный рассказ от писательницы, которой я восхищался, и она его сделала за двадцать четыре часа.

Уязвленный, я взял чистый блокнот и ручку, засел в беседке в глубине сада и написал этот рассказ за полдня. А спустя пару недель прочел его вслух на бенефисе в легендарном «КБГБ» (прим. CBGB — культовый музыкальный клуб на Бауэри-стрит, Манхэттен). Лучше места и времени для первого публичного чтения истории про панк и 1977 год и не придумаешь — я очень доволен.

## Комикс
В 2013 году на основе данного рассказа вышел комикс, художники — Мун Фабио и Ба Габриэль. В России он был переведен и опубликован в 2017 году издательством АСТ.

## Фильм
По мотивам этого рассказа был снят фильм «Как разговаривать с девушками на вечеринках». В фильме снялись Николь Кидман, Элль Фаннинг и Рут Уилсон. Мировая премьера состоялась в мае 2017 года на Каннском фестивале.